# Антреме

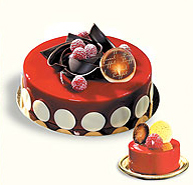
Современное антреме

Антреме (от фр. entremets, буквально — «между подачами, блюдами») — промежуточное блюдо, предлагаемое между основными подачами (курсами), перед десертом, или же под ним понимается собственно десерт. Ранее обозначало украшенную пищу, предназначенную как для еды, так и для развлечения между подачей главных блюд. Во время длительных средневековых застолий подача антреме сопровождалась театрализованными представлениями.

## История
Блюда, которые предназначались как для еды, так и для развлечения, восходят, по крайней мере, уже к ранней Римской империи. В своём «Сатириконе» римский писатель Петроний в описании пира Трималхиона упоминает богато украшенные блюда. В частности, одно из них состояло из зайца, декорированного перьями и стилизованного таким образом, что он походил на мифологического коня Пегаса. Это яство, как и некоторые другие, было подано под музыку и танцы.

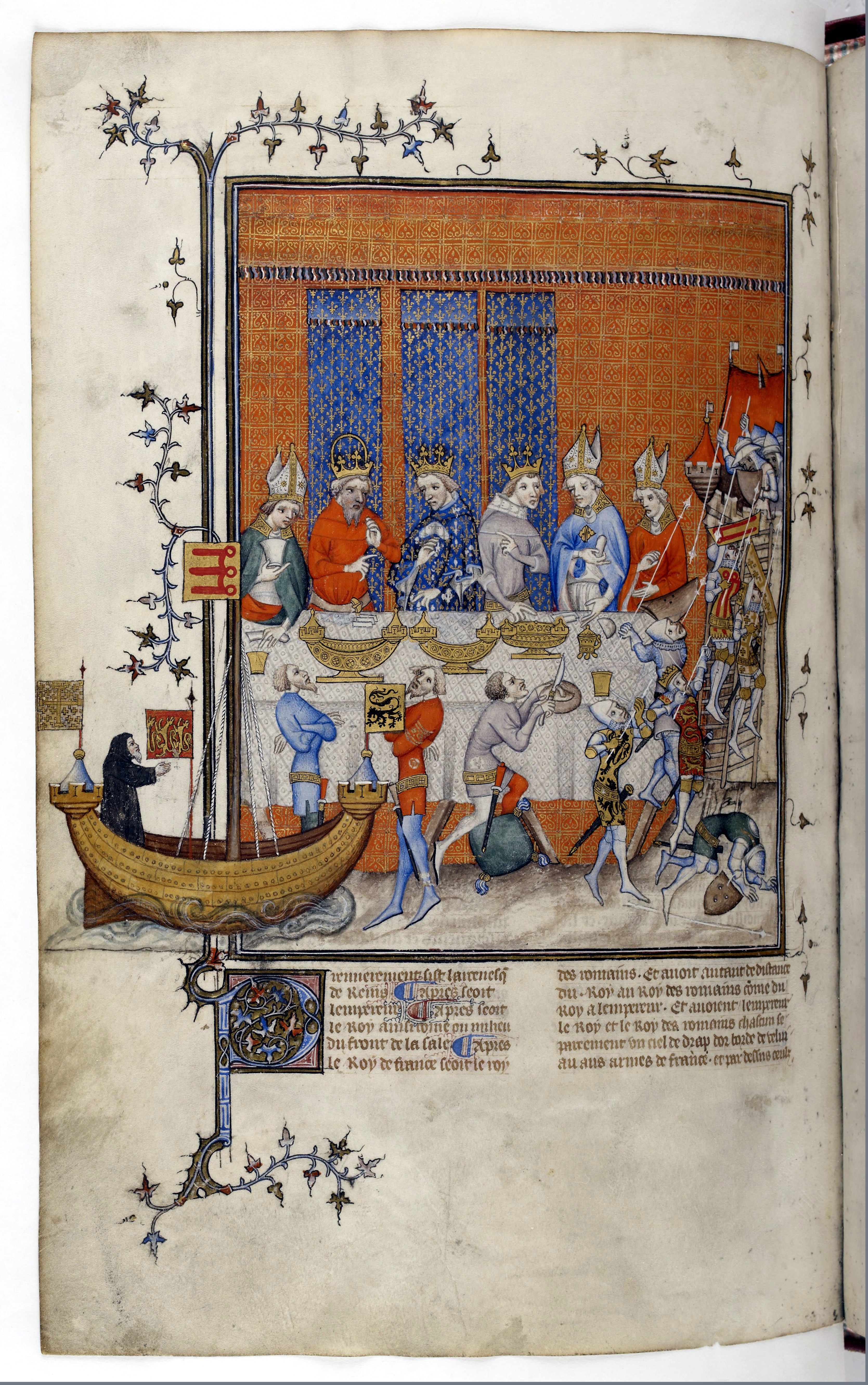
Антреме на пиру Карла V в 1378 году. Миниатюра из манускрипта «Большие французские хроники»

Современное название происходит от французского слова entre «между» и mets — «кушанье, блюдо». Оно восходит к старофр. entremès, entremez, entremetz. Самый ранний подробный рецепт приводится в книге «Le Viandier» — средневековом кулинарном сборнике начала XIV века. В нём описывалось кушанье, состоящее из множества компонентов: варёная и обжаренная куриная печень с измельчёнными потрохами, молотым имбирём, корицей, гвоздикой, вином, вержусом, говяжьим бульоном и яичными желтками. Под этим термином понималось и более простое блюдо. Историк Джеймс Миллер по поводу рецепта в «Le Viandier» писал, что он относился к числу «промежуточных», используемых при подаче между основными блюдами и десертами. Антреме знаменовало появление в средневековье не просто тривиального процесса приготовления и способа сервировки, но зарождение целого кулинарного искусства, и является «уникальным» французским творением. Его основное предназначение заключалось в варьировании идущих вначале сытных кушаний с более лёгкими, нежными и при этом отличающимися от предыдущих и последующих:
Антреме почти не насыщают, они разнообразят вкусовые ощущения и заглушают вкус предыдущего блюда для того, чтобы можно было в полной мере ощутить вкус следующего. Если между фаршированным кабаном и уткой в меду подано жаркое из оленя, то это никакое не антреме, а продолжение пира. А вот морковный пирог с орехами — истинное антреме.
Считается, что это была сложная форма блюда-зрелища, довольно распространённого среди дворянства и верхушки среднего класса в Европе в позднее Средневековье и раннее Новое время. Оно знаменовало конец подачи основных блюд и могло представлять собой как простой фрументи (вид пшеничной каши), который ярко украшали и приправляли экзотическими специями, так и имитацию архитектурных сооружений, часто замков. Они могли сопровождаться винными фонтанами, под выступления музыкантов, также это могли быть аллегорические сцены. К концу средневековья антреме почти полностью развился в обеденные развлечения в форме несъедобных украшений или представлений. Так, в XIV веке они принимали характер театральных постановок с реквизитом, актёрами, певцами, ряжеными и танцорами. На банкете, устроенном в 1378 году французским королём Карлом V в честь императора Священной Римской империи Карла IV, перед столом пирующих была представлена деревянная модель города Иерусалима, а актёры воспроизвели захват Иерусалима крестоносцами в 1099 году.
Entremets также использовалось как инструмент политической демонстрации. Одним из самых известных подобных примеров является так называемый «Пир фазана» (фр. Banquet du faisan) во время проведения торжественного обета «Клятва фазана» (фр. Vœu du faisan). Мероприятие было организовано герцогом Бургундии Филиппом Добрым в 1454 году. Темой праздника было взятие Константинополя турками-османами в 1453 году и клятва вернуть город христианам посредством крестового похода, который так и не состоялся. Пир сопровождали несколько зрелищных представлений, которые называли антреме. Для придания особой торжественности был возрождён старинный римский обычай давать обет над фазаном, которого затем делили между пирующими, а само мероприятие было проведено в характерной для бургундского двора пышной, театрализованной и стилизованной манере с участием актёров, музыкантов и танцоров.

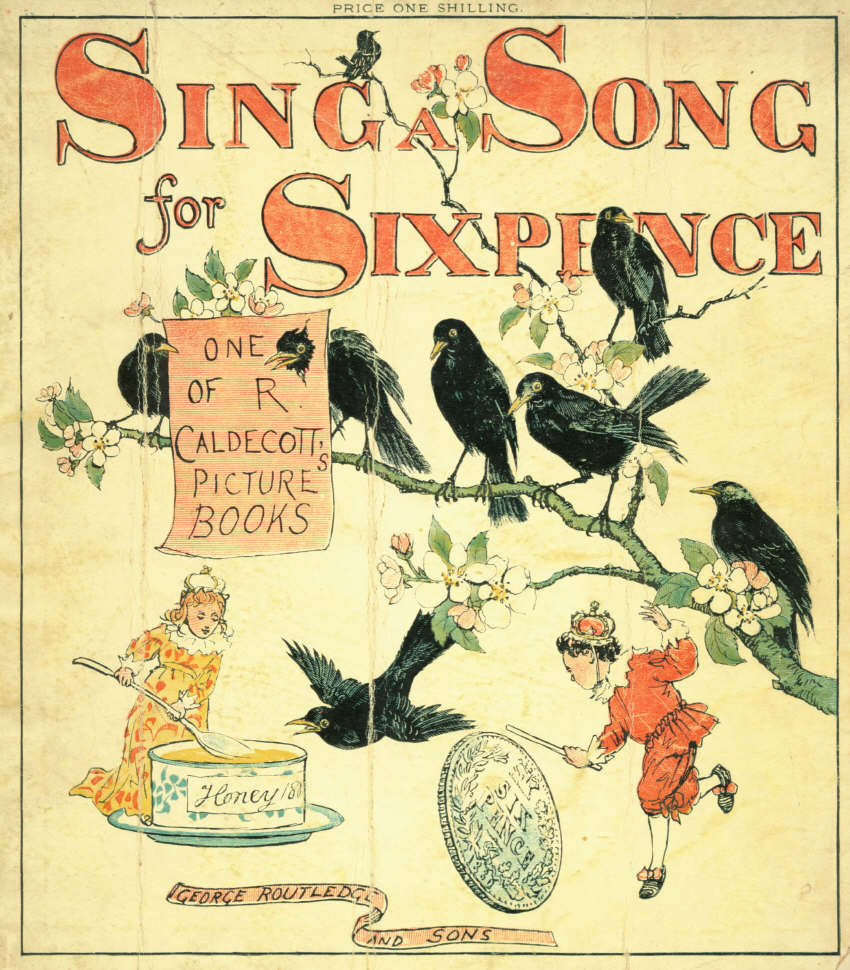
Обложка пьесы Рандольфа Калдекотта «Песенка за шесть пенсов», 1880

Считается, что к антреме восходит (это одно из основных толкований) английская детская считалка «Песенка за шесть пенсов» (Sing a Song of Sixpence), где идёт речь о живых дроздах, помещённых поваром в пирог и вылетающих оттуда. Наибольшую известность она получила благодаря тому, что была использована в структуре трёх произведений Агаты Кристи: рассказах «Песенка за шесть пенсов» (1929) и «Двадцать четыре дрозда» (1941), а также романе «Зёрнышки в кармане» (1953).
Антреме также использовались во время продолжительных застолий для того чтобы уменьшить или устранить вкус подаваемого ранее блюда. Приготовлялись они прежде всего из овощей, а также из рыбы, мяса, могли быть сладкими. Под этим термином стала пониматься различная лёгкая пища, выставляемая на стол перед десертом. При этом увеселительный, театрализованный характер антреме постепенно был утрачен. По этому поводу в 1885 году в московском журнале «Русская мысль» отмечалось: «Так, между прочим, мы узнаём, что словом entremets обозначались в старину не блюда, как теперь, а разные увеселительные приготовления, разыгрываемые перед пирующими в промежуток между двумя блюдами». Вильям Похлёбкин писал, что в русской кухне к антреме относили, в частности, пироги, которые предлагались между первым (щи, уха) и жарким. Также это могла быть каша (в первую очередь молочная), употребляемая после второго блюда (например, мясного), но перед третьим — десертом. Последняя последовательность стала характерна и для французской кухни, где характерным примером антреме стали сыры, употребляемые в завершении обеда, перед десертом. Похлёбкин подчёркивал, что главной функцией подобных блюд стала нейтрализация или ослабление вкуса предшествующих: «Вот почему в качестве антреме чаще всего выступают либо кашеобразные блюда, либо овощные — и те, и другие хорошо поглощают сильные запахи».